# Doksy u Kladna
Doksy (deutsch Doges) ist eine Gemeinde in Tschechien. Sie liegt fünf Kilometer südwestlich von Kladno und gehört zum Okres Kladno.

## Geographie
Der Ort befindet sich linksseitig der Loděnice am Rande des Pürglitzer Waldes unweit des Bergbaugebiets von Kladno. Südlich von Doksy führt die Schnellstraße R6 / E 48 vorbei, die nächste Ausfahrt liegt in Velká Dobrá. Nordwestlich liegt der See Turyňský rybník.

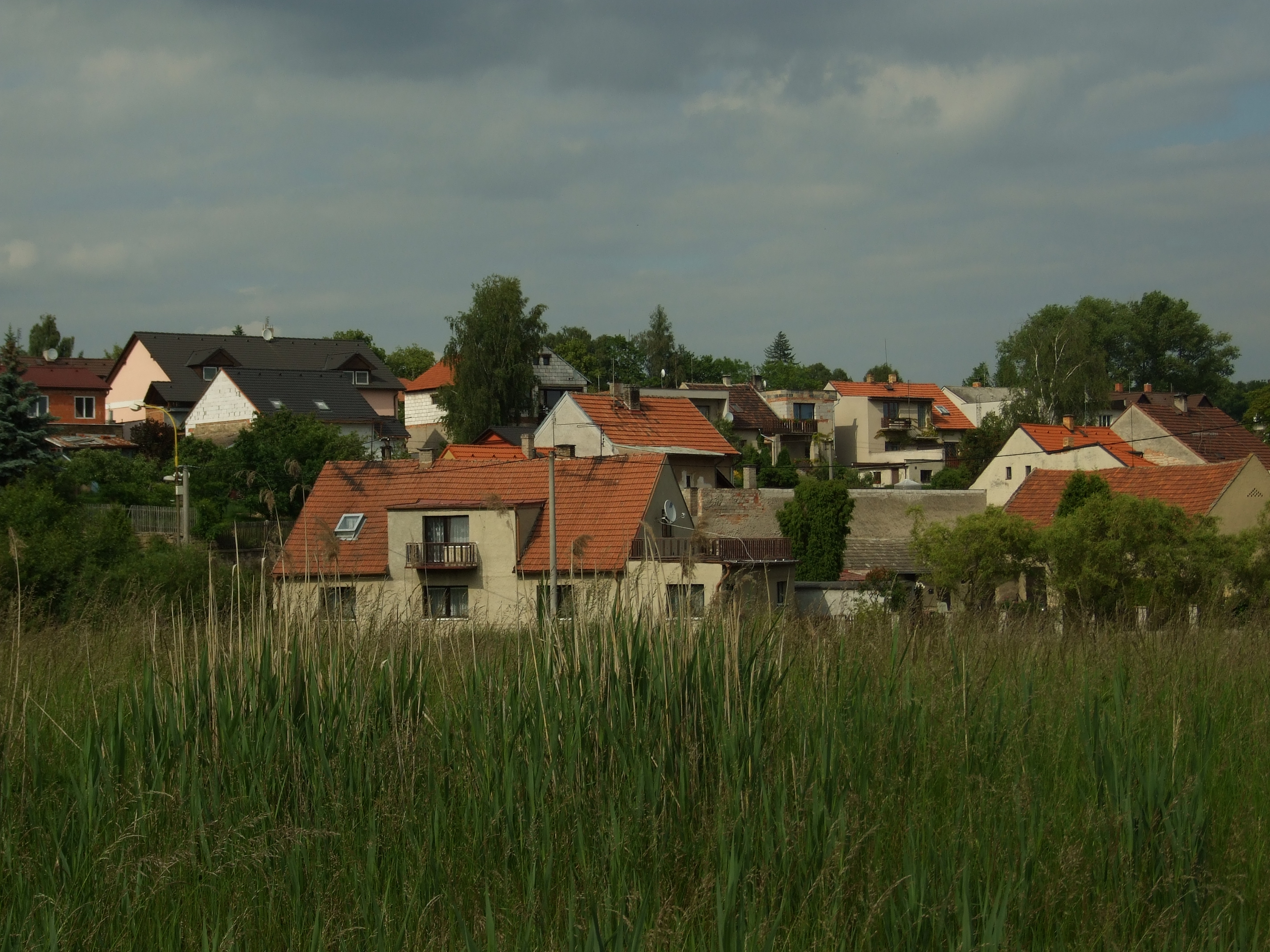
Doksy

Nachbarorte sind Rozdělov im Nordosten, Kročehlavy im Osten, Velká Dobrá im Südosten, Družec im Süden, Žilina im Südwesten sowie Kamenné Žehrovice und Srby im Nordwesten.

## Geschichte
Die erste urkundliche Erwähnung von Dogz erfolgte im Jahre 1385. Mindestens seit dem 14. Jahrhundert wurde in der Umgebung des Dorfes Sandstein gebrochen und die zehn Sandsteinbrüche von Doksy lieferten während der Regentschaft Karl IV. ihren Stein vornehmlich nach Prag für den Bau der Prager Burg, des Veitsdomes, der Stadtbefestigung, Kirchen und Bürgerhäuser. Außerdem wurden in Doksy Mühlsteine und Grenzsteine gefertigt. In den Brüchen von Doksy arbeiten etwa 300 Steinbrecher.
Doksy war seit 1545 geteilt in einen Smečnoer und Tachlovicer Teil. Letzterer war der größere, ihn hatte 1547 das Geschlecht Sahrer von Sahr (Schdiar von Schdiar) erworben. Besitzer dieses Teiles wurde 1705 Karl Joachim von Breda, der ihn vom Hauptmann des Prachiner Kreises Florián Švihovský von Riesenberg erworben hatte und zur Herrschaft Tachlovice zuschlug. 1732 kaufte Anna Maria Franziska von Toskana den Tachlovicer Anteil für ihre Herrschaft Buštěhrad auf.
Den kleineren Teil besaß seit 1545 Georg von Zedlitz und Schönfeld, der ihn Delphin von Haugwitz abgekauft hatte. Nach der Schlacht am Weißen Berg erhielt Jaroslav Borsita von Martinic den konfiszierten Besitz von Ladislaus Zedlitz von Schönfeld und schlug ihn der Herrschaft Smečno zu.
Nach dem Bau der Pferdebahn Prag–Lana erfolgte ab 1830 der Transport der Steine von Doksy per Bahn nach Prag, wo er als Baustoff oder für Kunstwerke verwendet wurde. Nach der Aufhebung der Patrimonialherrschaften wurden beide Teile 1848 zu einer Gemeinde vereinigt. Zu dieser Zeit bestand Doksy aus 51 Häusern und hatte 315 Einwohner.
In der zweiten Hälfte des 19. Jahrhunderts setzte der Niedergang der Steinbrüche ein. Zur selben Zeit entwickelte sich Kladno zur Industriestadt, so dass die Bewohner dort ein Auskommen fanden und der Ort wuchs. 1900 bestand Doksy aus 126 Häusern, in denen 1.072 Menschen lebten. 1914 arbeiten in den erloschenen Brüchen noch 15 alte Steinbrecher, 1924 wurden die Arbeiten ganz eingestellt. 1940 hatte Doksy 1.470 Einwohner.

## Wappen
Blasonierung: „Über einem goldenen Bogenschildfuß gespalten von Rot und Silber, vorn ein silbernes Seerosenblatt an einem langen, gebogenen, bewurzelten Stiel mit vier seitlichen Trieben, hinten ein roter Steigbaum mit drei goldenen Sprossen.“

## Ortsgliederung
Für die Gemeinde Doksy sind keine Ortsteile ausgewiesen.

## Sehenswürdigkeiten
- Kapelle am Dorfplatz, erbaut 1763
- Statue des Hl. Johannes von Nepomuk, 1790 aufgestellt

## Partnergemeinde
- Ledro, Italien: Am 28. Juni 2008 schlossen die Städte und Gemeinden Příbram, Všeň, Milín, Buštěhrad, Nový Knín, Ptice, Chyňava und Doksy einen Partnerschaftsvertrag mit dem italienischen Gemeindeverbund Val di Ledro, die beteiligten Gemeinden Pieve di Ledro, Bezzecca, Concei, Molina di Ledro, Tiarno di Sopra und Tiarno di Sotto fusionierten 2010 zur Gemeinde Ledro.[3]